# Diachlorus fulvescens
Diachlorus fulvescens är en tvåvingeart som först beskrevs av Enrico Adelelmo Brunetti 1912.  Diachlorus fulvescens ingår i släktet Diachlorus och familjen bromsar. Inga underarter finns listade i Catalogue of Life.